# Adjib
Adjib (alternativt Anedjib, Enezib eller Andjeb, mer korrekt Hor-Anedjib) är horusnamnet på en farao i första dynastin och införde många nyheter under sin tid. Väldigt lite om hans regeringstid är känt.
Radiometriska mätningar publicerade 2013 daterar början på Adjib's regeringstid med 68% sannolikhetsintervall mellan 2916 och 2896 f.Kr.

## Familj
Anedjib var troligen son till sin föregångare Den. Flera av Dens hustrur är kända men inte deras respektive barn och det är okänt vem som var Anedjibs mor. Hans hustru kan ha varit Batires vilket baseras på att hon var mor till nästa farao Semerkhet. Batires kan även ha varit en hustru till Den och Semerkhet var Anedjibs (halv?)-bror.

## Regeringstid
Farao Anedjib regerade enligt Turinpapyrusen i 74 år men enligt Manetho bara i 20 eller 26. Nästan alla egyptologer bedömer dock dessa siffror som överdrivna och beräknar hans styre till mellan åtta och tio år. Egyptologen Toby Wilkinsons rekonstruktion av Palermostenen visar att Anedjibs regeringstid endast var 10 hela eller ofullständiga år Anedjibs två sista år finns bevarade i Kairofragment 1 i register III. Att Anedjib trots det firade en Sed-festival tros bero på att han flyttade den till det sjätte året av sitt styre eftersom han troligen var gammal redan vid kröningen och att en Sed-festival skulle vara gynnsamt och legitimera hans styre ytterligare.
Han inrättade de nya ämbeten(?) Hor-nebukhet och Hor-sebakhet  och skickade expeditioner till östra öknen.

## Grav
Anedjib begravdes i grav X vid nekropolen Peqer nära Abydos. Det var byggd av trä istället för sten och är den minsta av alla kungliga gravar, bara 7 × 4,5 m stor. Anläggningen, som har 64 sidogravar, består av ett enda rum med en skiljevägg. En trappa leder in i gravkammaren.